# Advance Wars 1+2: Re-Boot Camp
Advance Wars 1+2 Re-Boot Camp ist ein 2023 veröffentlichtes rundenbasiertes Strategiespiel von Entwickler WayForward und Publisher Nintendo für Nintendo Switch. Das Remake der ersten beiden Advance-Wars-Titel Advance Wars (2001) und Advance Wars 2: Black Hole Rising (2003) enthält neben deren beiden Einzelspielerkampagnen auch einen Mehrspielermodus für zwei bis vier Spieler.

## Spielprinzip
Der Spieler befehligt Armeen, die sich aus verschiedenen Einheitentypen wie Infanterie, Panzern, Flugabwehr, Kriegsschiffen, Kampfhubschraubern und Kampfflugzeugen zusammensetzen, welche wechselseitig im Vorteil bzw. Nachteil gegeneinander sind. In voneinander abgegrenzten Missionen gilt es entweder alle feindlichen Streitkräfte zu vernichten, das feindliche Hauptquartier zu besetzen oder (seltener) ein alternatives Missionsziel zu erreichen.
Der Spieler und seine Kontrahenten sowie Verbündeten agieren abwechselnd (rundenbasiert). Zu Beginn jeder Runde erhält der Spieler Finanzmittel in Abhängigkeit von der Anzahl besetzter Städte, welche verwendet werden können, um neue Einheiten zu produzieren. Jede Einheit kann sich pro Runde einmal bewegen und anschließend entweder angreifen oder eine besondere Aktion durchführen, beispielsweise ein Transportfahrzeug besteigen oder eine Stadt besetzen.
Terraintypen wirken sich unterschiedlich auf die Kampfkraft verschiedener Einheiten aus. In manchen Missionen gibt es außerdem einen „Nebel des Krieges“-Effekt, wodurch nur diejenigen Teile eines Schlachtfelds sichtbar sind, in denen sich eigene Einheiten befinden. Auch dies wird vom Terrain beeinflusst, indem Einheiten auf Bergen beispielsweise eine höhere Sichtweite haben und über sonst blockierendes Terrain wie Wälder und Städte hinwegsehen können.
Jede Armee wird außerdem von einem Kommandeur geführt, welcher die Fähigkeiten seiner Einheiten durch passive Effekte modifiziert (beispielsweise höhere Kampfkraft, dafür verringerte Reichweite von Artillerie) und zudem jeweils zwei sehr unterschiedliche aktive Fähigkeiten einsetzen kann, die beispielsweise alle Einheiten teilweise reparieren oder allen Lufteinheiten eine zweite Aktion in einer Runde erlauben.

## Handlung
In Advance Wars wird der fiktive Staat Orange Star wird von ihren Nachbarn überraschend angegriffen und muss sich zuerst gegen diese verteidigen und anschließend in deren Territorium vorrücken, um eine weitere Bedrohung zu verhindern und zu ergründen, was die Motivation hinter der Invasion war. Die Anführer der Staaten Blue Moon, Green Earth und Yellow Star beschuldigen Orange Star jeweils zuerst angegriffen zu haben.
Schließlich stellt sich heraus, dass eine fünfte Fraktion namens Black Hole Army den Konflikt orchestriert hat, um die vier Staaten zu schwächen und anschließend überrennen zu können. Stattdessen schließen sie sich zusammen, um den Angriff von außen abzuwehren.
Im zweiten Teil Black Hole Rising greift die namensgebende Fraktion erneut an, setzt dieses Mal jedoch auf Superwaffen, statt auf Intrigen. Orange Star hilft den verschiedenen Staaten die Angriffe auf sich abzuwehren und besetzte Territorien zurückzuerobern, bis man schließlich in einer Position ist, den Angriff der Black Hole Army endgültig zurückzuwerfen.

## Entwicklung und Veröffentlichung
Das Remake wurde von WayForward entwickelt, welche zuvor vor allem für die Jump-’n’-Run-Spielereihe Shantae bekannt waren. Veränderungen betreffen vor allem die Präsentation. An den Spielmechaniken wurden nur kleinere Änderungen vorgenommen, wie die Möglichkeit die jeweils letzte Handlung rückgängig zu machen. Insbesondere wurde von zweidimensionaler Sprite-Grafik auf dreidimensionale Polygon-Grafik umgestellt.
Das Remake sollte zum 20-jährigen Jubiläum der Veröffentlichung von Advance Wars in Nordamerika und Europa veröffentlicht werden. Aufgrund der Anschläge vom 11. September 2001 wurde dieses vorerst nicht außerhalb Japans veröffentlicht, sondern erschien dort erst 2002. Das Remake sollte zum 20. Jahrestag dieser Veröffentlichung erscheinen, wurde dann jedoch aufgrund des Überfalls der Ukraine durch Russland im Februar 2022 um ein Jahr verschoben, da einer der Kontrahenten des ersten Spiels deutlich von Russland inspiriert ist.

## Rezeption
Laut Wertungsaggregator Metacritic erhielt Advance Wars 1+2 Re-Boot Camp „im Allgemeinen positive“ Kritiken der Computerspielpresse. Laut OpenCritic empfehlen 87 Prozent der Rezensenten das Spiel.
Das Spielprinzip wurde als unverändert gut empfunden, die Präsentation wurde geschmackvoll aktualisiert. Da der zweite Teil der Reihe sich nur durch wenige Änderungen vom Erstling unterschied, ergab die gemeinsame Veröffentlichung beider Spiele ein rundes Gesamtpaket. Auch die Schwächen beider Spiele, insbesondere die etwas belanglose Handlung und die teilweise dudelige Musik, blieben erhalten. Rezensenten kritisierten, dass kaum sogenannte „Quality of Life“-Verbesserungen umgesetzt wurden, welche bei einem Remake 20 Jahre alter Spiele zum verlangten Preis von 60 US-Dollar angemessen gewesen wären.
Trotz guter Kritiken, wurde das Remake nur bedingt vom Publikum angenommen. Insbesondere der hohe Preis wurde als abschreckend empfunden. Im Vereinigten Königreich erreichte das Spiel in der ersten Woche Platz 3 der meistverkauften Titel auf der Switch. Dies war jedoch der einzige Markt, in welchem es gute Verkaufszahlen erreichte. Da eine Veröffentlichung in Japan weiter aussteht, sind die Verkaufszahlen jedoch nur bedingt mit anderen Titeln der Reihe vergleichbar.